# Grotte du Chat
La grotte du Chat est une grotte située sur le territoire de la commune de Daluis dans les Alpes-Maritimes en France. Elle se situe à l'intérieur de la zone Natura 2000 dite Sites à chauves souris - Castellet-Les-Sausses et Gorges de Daluis. Elle est située à 940 m d'altitude et fait une longueur de 720 m. Elle est nommée ainsi, car l'entrée était autrefois en forme de tête de chat. Depuis juillet 2012 et pour une période de 5 ans, elle est fermée au public.

## Description
La grotte comprend un ensemble de salles et de galeries :
- salle des sources
- salle du labyrinthe
- galerie Victor de Cessole
- galerie de la Conque

## Faune
La grotte abrite plusieurs espèces de chauves-souris et une espèce endémique de salamandre cavernicole, le spélerpès de Strinati.

## Escalade
Un site d'escalade se trouve à proximité de la grotte.